# Initium
Initiumul (alte denumiri: ametoctradin, solanis, enervin, zampro) este un fungicid din clasa pyrimidylamine/triazolopyrimidine extraordinar de puternic. Este folosită pentru culturile de cartofi, castraveți, ceapă, roșii, viță de vie.
Compania de produse chimice BASF a dezvăluit că România este prima țară din lume care a autorizat produsul său Initium. (link inexistent) 
Formula chimică: C15H25N5